# Malin Byström

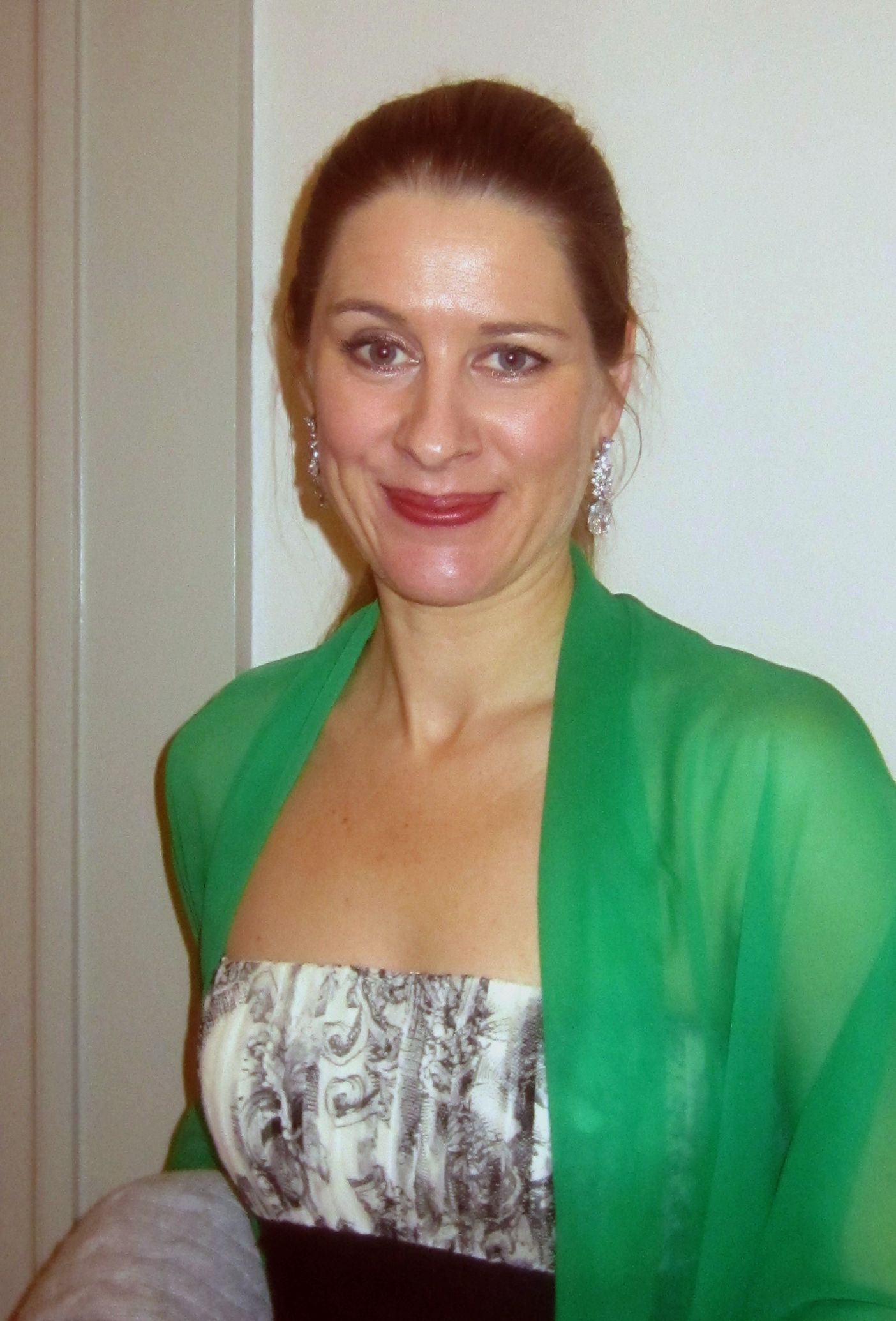
Malin Byström (2015)

Malin Byström (* 3. September 1973 in Helsingborg) ist eine schwedische Opern- und Konzertsängerin in der Stimmlage Sopran.

## Leben

### Jugend und Ausbildung
Byström ist in Helsingborg geboren. Sie besuchte die Schule in Härnösand, studierte vier Jahre Musik an der Universität Göteborg und machte anschließend eine Ausbildung zur Sopranistin an der Opernhochschule Stockholm.

### Karriere
Malin Byström sang im Jahr 2000 die Fiorella in Il turco in Italia von Gioachino Rossini am Theater Lübeck und war in den folgenden zwei Spielzeiten Mitglied des Opernensembles in Nürnberg. Hier gab sie die Musetta in La Bohème von Giacomo Puccini, die Gretel in Hänsel und Gretel von Engelbert Humperdinck, die Gilda in Rigoletto von Giuseppe Verdi, die Annina in Eine Nacht in Venedig von Johann Strauss, die Hermine in Philippe Boesmans Wintermärchen und die Pamina in Die Zauberflöte von Wolfgang Amadeus Mozart.
Seit 2002 ist Malin Byström freischaffend tätig und hatte Engagements bei den Bregenzer Festspielen (als Musetta), am Royal Opera House (als Amalia in Verdis I masnadieri), am Nationaltheater Mannheim (als Musetta), in Montpellier (als Susanna in Sancta Susanna von Paul Hindemith), in Los Angeles (als Donna Anna in Mozarts Don Giovanni, dirigiert von Kent Nagano) und an der Opera North in Leeds (in der Titelrolle von Jules Massenets Manon und als Fiordiligi in Mozarts Così fan tutte). Così fan tutte sang sie auch im Frühjahr 2006 in Lyon unter der Leitung von William Christie.
In der Opernsaison 2006/2007 gab Byström die Donna Anna bei Konzerten sowohl in Örebro mit dem Swedish Chamber Orchestra und Lawrence Renes als auch mit René Jacobs in Baden-Baden. Eine weitere Rolle in dieser Saison hatte sie als Hanna Glawari in Die lustige Witwe von Franz Lehár in Montpellier. Ihr Operndebüt in Schweden gab sie erst im Herbst 2007, als sie die Marguerite in Faust von Charles Gounod an der Göteborgsoperan sang.
Ihr Repertoire umfasst auch die Titelrolle in Massenets Thaïs, die sie im Palau de les Arts in Valencia an der Seite von Plácido Domingo und für die Göteborgsoperan gesungen hat, genau wie die Amelia in Verdis Simon Boccanegra, die Romilda in Serse von Georg Friedrich Händel und die Amelia Grimaldi in Verdis Simon Boccanegra. Weitere Auftritte hatte sie als Gräfin Almaviva in Mozarts Le nozze di Figaro beim Beaunes Barock Music Festival und am Grand Théâtre de Genève, als Agathe in Der Freischütz von Carl Maria von Weber in Bregenz, als Donna Anna in Mozarts Don Giovanni bei den Salzburger Festspielen, in Baden-Baden und beim Festival d’Aix-en-Provence.
Seit September 2013 hatte Byström Engagements
- an der Bayerischen Staatsoper in München als Fiordiligi in Mozarts Così van tutte (2013) und als Minnie in Puccinis La fanciulla del West (2022),
- an der Bergen Nasjonale Opera als Rusalka in Rusalka von Antonín Dvořák (2023),
- am Bolschoi-Theater als Salome in Salome von Richard Strauss (2021 und 2023),
- am Brüsseler Opernhaus La Monnaie/De Munt als Leonore in Fidelio von Ludwig van Beethoven (2014),
- bei De Nationale Opera als Flora Tosca in Tosca von Giacomo Puccini (2022) und Elsa von Brabant in Lohengrin von Richard Wagner (2023),
- an der Deutsche Oper Berlin als Flora Tosca (2020),
- beim Edinburgh International Festival als Salome (2022),
- beim Festival d’Aix-en-Provence als Marie in Wozzeck von Alban Berg (2023),
- am Grand-Théâtre de Genève als Gräfin Almaviva in Le nozze di Figaro (2013),
- beim Holland Festival in Amsterdam in der Titelrolle der Oper Salome von Richard Strauss (2017)[8],
- an der Kungliga Operan in Stockholm als Desdemona in Verdis Otello (2015), als Feldmarschallin in Der Rosenkavalier von Richard Strauss (2015), als Donna Elvira in Mozarts Don Giovanni (2015/2016), in der Titelrolle der Oper Jenůfa von Leoš Janáček (2017), als Fürstin Fedora Romazoff in Fedora von Umberto Giordano (2018), als Flora Tosca in Tosca von Giacomo Puccini (2021 und 2023) und als Minnie in Puccinis La fanciulla del West (2022),
- am Malmö Live Konserthus als Leonore (2016),
- an der Metropolitan Opera in New York City in der Titelpartie der Oper Arabella von Richard Strauss (2014) und als Donna Anna und Donna Elvira (2017),[9]
- am Royal Opera House in London als Donna Anna (2014, 2019 und 2022), als Elektra in Mozarts Idomeneo (2014), als Mathilde in Rossinis Guillaume Tell (2015), als Elena in Verdis I vespri siciliani (2017) und als Salome (2018 und 2022),[10]
- an der San Francisco Opera in der Titelpartie von Leoš Janáčeks Jenůfa (2016),
- am Schlosstheater Drottningholm bei Stockholm als Elektra in Mozarts Idomeneo (2014),
- an der Semperoper als Elisabeth in Tannhäuser und der Sängerkrieg auf Wartburg von Richard Wagner (2022),
- an der Staatsoper Stuttgart als Flora Tosca in Tosca von Giacomo Puccini (2020),
- am Théâtre des Champs-Elysées in Paris als Leonore (2014),
- am Teatro Real in Madrid als Gräfin in Capriccio von Richard Strauss (2019) und als Frau in Erwartung von Arnold Schönberg (2024),[11]
- an der Wiener Staatsoper als Salome in Salome von Richard Strauss (2020 und 2023) und als Elisabeth de Valois in Don Carlos von Giuseppe Verdi.

Ihre Titelpartie in Arabella an der Metropolitan Opera 2014 pries die New York Times, lobte die „silbrige Eleganz“ ihrer Stimme und beschrieb Byström als „elegant in Aussehen und Ton ... voll und geschmeidig klingend ... erinnernd an Kiri Te Kanawa“.
Malin Byström ist auch auf der Konzertbühne in klassischen Vokalwerken und konzertanten Opernaufführungen aktiv: Sie sang Felix Mendelssohn Bartholdys Elias an der Accademia Nazionale di Santa Cecilia in Rom unter Kurt Masur und mit dem Orchestre National de France in Paris und den Sopranpart in Ludwig van Beethovens 9. Sinfonie in Bonn und am Teatro alla Scala in Mailand. Beethovens Missa Solemnis hat sie mit dem Schwedischen Rundfunksinfonieorchester unter Herbert Blomstedt gesungen, Richard Strauss’ Vier letzte Lieder mit dem Royal Stockholm Philharmonic Orchestra unter Lawrence Renes und in Stockholm mit Ralf Weikert sowie Mozarts Große Messe in c-Moll mit dem Swedish Chamber Orchestra unter Nikolaj Znajder. Weitere Vokalwerke in ihrem Repertoire sind Mozarts Requiem, Ein deutsches Requiem von Johannes Brahms, die Carmina Burana von Carl Orff, der Liederzyklus Des Knaben Wunderhorn von Gustav Mahler und der Messiah von Georg Friedrich Händel. Zu ihren Auftritten unter der Leitung von Eivind Gullberg Jensen gehörten Kullervo von Jean Sibelius (mit dem Orchestre National de France), Gustav Mahlers 4. Sinfonie (mit dem Orchestre Philharmonique de Montpellier) und Strauss’ Vier Letzte Lieder (mit dem Orchestre National Bordeaux Aquitaine). In konzertanten Aufführungen gab sie die Mathilde in Guillaume Tell von Gioachino Rossini unter der Leitung von Antonio Pappano mit dem Orchestra dell’Accademia Nazionale di Santa Cecilia und bei den BBC Proms in London.

### Persönliches
Sie ist mit dem schwedischen Bariton Markus Schwartz verheiratet. Sie leben in Göteborg und haben zwei Kinder.

## Repertoire (Auswahl)

### Oper
| Komponist               | Oper                   | Rolle                   |
| ----------------------- | ---------------------- | ----------------------- |
| Ludwig van Beethoven    | Fidelio                | Leonore                 |
| Philippe Boesmans       | Wintermärchen          | Hermine                 |
| Werner Egk              | Peer Gynt              |                         |
| Umberto Giordano        | Fedora                 | Fürstin Fedora Romazoff |
| Charles Gounod          | Faust                  | Margarethe              |
| Georg Friedrich Händel  | Serse                  | Romilda                 |
| Paul Hindemith          | Sancta Susanna         | Susanna                 |
| Engelbert Humperdinck   | Hänsel und Gretel      | Gretel                  |
| Leoš Janáček            | Jenůfa                 | Jenůfa                  |
| Franz Lehár             | Die lustige Witwe      | Hanna Glawari           |
| Jules Massenet          | Manon                  | Manon                   |
| Jules Massenet          | Thaïs                  | Thaïs                   |
| Wolfgang Amadeus Mozart | Così fan tutte         | Fiordiligi              |
| Wolfgang Amadeus Mozart | Die Zauberflöte        | Pamina                  |
| Wolfgang Amadeus Mozart | Don Giovanni           | Donna Anna              |
| Wolfgang Amadeus Mozart | Idomeneo               | Elektra                 |
| Wolfgang Amadeus Mozart | Le nozze di Figaro     | Gräfin Almaviva         |
| Giacomo Puccini         | La Bohème              | Musetta                 |
| Giacomo Puccini         | Tosca                  | Floria Tosca            |
| Gioachino Rossini       | Guillaume Tell         | Mathilde                |
| Gioachino Rossini       | Il turco in Italia     | Fiorella                |
| Johann Strauss          | Eine Nacht in Venedig  | Annina                  |
| Richard Strauss         | Arabella               | Arabella                |
| Richard Strauss         | Der Rosenkavalier      | Die Feldmarschallin     |
| Richard Strauss         | Salome                 | Salome                  |
| Giuseppe Verdi          | I masnadieri           | Amalia                  |
| Giuseppe Verdi          | Les Vêpres siciliennes | Hélène                  |
| Giuseppe Verdi          | Otello                 | Desdemona               |
| Giuseppe Verdi          | Rigoletto              | Gilda                   |
| Giuseppe Verdi          | Simon Boccanegra       | Amelia                  |
| Richard Wagner          | Tannhäuser             | Elisabeth               |
| Carl Maria von Weber    | Der Freischütz         | Agathe                  |

### Vokalwerke
| Komponist                   | Werk                  |
| --------------------------- | --------------------- |
| Ludwig van Beethoven        | Missa solemnis        |
| Ludwig van Beethoven        | 9. Sinfonie           |
| Johannes Brahms             | Ein deutsches Requiem |
| Georg Friedrich Händel      | Messiah               |
| Gustav Mahler               | Des Knaben Wunderhorn |
| Gustav Mahler               | 4. Sinfonie           |
| Felix Mendelssohn Bartholdy | Elias                 |
| Wolfgang Amadeus Mozart     | Große Messe in c-Moll |
| Wolfgang Amadeus Mozart     | Requiem               |
| Carl Orff                   | Carmina Burana        |
| Jean Sibelius               | Kullervo              |
| Richard Strauss             | Vier letzte Lieder    |

## Auszeichnungen
- 1997: Jenny-Lind-Stipendium
- 2008: Birgit-Nilsson-Stipendium.
- 2010: Svenska-Dagbladet-Opernpreis
- 2013: Opernpreis der Zeitschrift OPERA
- 2016: Verleihung der Litteris-et-Artibus-Medaille
- 2018: International Opera Award[14]

## Aufnahmen (Auswahl)
- Gioachino Rossini, Guillaume Tell mit Gerald Finley, John Osborn, Malin Byström, Marie-Nicole Lemieux und dem Orchester und Chor der Accademia Nazionale di Santa Cecilia unter Leitung von Antonio Pappano (EMI)